# Иван Станев (волейболист)
Вижте пояснителната страница за други личности с името Иван Станев.
Иван Станев е български волейболен национал.

## Биография
Той е роден на 7 юли 1985 г. и е висок 190 см. Играе за бургаския Лукойл Нефтохимик на поста разпределител. Заедно с националния отбор на България е бронзов медалист от Световната Купа в Япония през 2007 г. Бронзов медалист от Световното първенство за младежи в Техеран през 2003 г., като е с основен принос за третото място на страната си. Иван Станев е няколко пъти Балкански шампион с младежкия национален отбор. През 2004 г. печели златен медал от Световното първенсто за военни в Онтарио, Канада с тима на ЦСКА. Шампион на България за 2007 г. и носител на Купата на България за 2007 г. и 2008 г. През 2007 г. и 2008 г. получава призове за най-добър разпределител на България. Носител на купата на България през 2016 година с отбора на Нефтохимик 2010, вицешампион на страната. Носител на купата с тима на ВК Хебър през 2019 година, както и вицешампион на страната със същия клуб.